# Blanca Calvo Alonso-Cortés
Blanca Calvo Alonso-Cortés (Villanueva de los Caballeros, 1948) es una política española.

## Biografía
Nacida el 26 de agosto de 1948. Licenciada en Filosofía y Letras por la Universidad de Valladolid, ha ejercido como bibliotecaria en distintas bibliotecas del país. Desde 1981 fue directora de la Biblioteca Pública del Estado en Guadalajara, cargo que ocupó hasta su jubilación, en 2013. Desde la Biblioteca de Guadalajara ha desarrollado una intensa actividad cultural. En 1982 creó el Seminario de Literatura Infantil y Juvenil de Guadalajara, que organizó los Encuentros Nacionales de Animación de la Lectura (1984-1996) y el Maratón de Cuentos de Guadalajara.
Entre 1987 y 1999, Calvo fue concejal del Ayuntamiento de Guadalajara, encabezando la lista de Izquierda Unida. En las elecciones municipales de 1991 su formación obtuvo un 11 % de los votos y tres concejales. Tras una larga negociacion IU no llegó a un acuerdo con los diez concejales del PSOE, pero aun así la votaron como alcaldesa, obteniendo mayoría absoluta. Permaneciendo y gobernando el ayuntamiento con tan solo tres concejales. En julio de 1992, cuando ya por fin se llegó a un acuerdo con el PSOE para gobernar en coalición, Fernando Planelles Palomino, concejal tránsfuga del PSOE desde el 7 de abril de 2012, votó en contra del presupuesto presentado por el equipo de Gobierno, precipitando la dimisión de la alcaldesa. Le sustituyó Fernando Revuelta durante cuatro días. Lo indispensable para convocar  un pleno donde José María Bris Gallego, del PP, se hizo con la presidencia del Consistorio arriacense. Calvo continuó desempeñando la portavocía de IU. En 1995, la lista de la formación, encabezada nuevamente por Blanca Calvo, obtuvo su mejor resultado en la ciudad, con cinco concejales, uno menos que el PSOE.
Entre 2005 y 2007, Blanca Calvo fue consejera de Cultura en Castilla-La Mancha, en el Gobierno de José María Barreda, del PSOE. Tras su salida del Gobierno regional, Calvo volvió a la Biblioteca, hasta su jubilación, en 2013.
En 2015 presentó su candidatura a las primarias para formar las listas al Congreso por Podemos, en la candidatura encabezada por Pablo Iglesias Turrión, líder de la formación.